# Nabiti
Els nabiti eren una tribu d'amerindis dels Estats Units que vivia en l'actual Texas oriental. El seu nom vol dir "lloc del cedre" en llengua caddo. També eren coneguts com a amediche, nabiri, namidish, naodiche, naondiche, naviti i nawidish.
Els nabiti eren la branca oriental de la federació hasinai dins la Confederació Caddo, tot i que els primers exploradors europeus identificaren el nabiti com a enemics dels hasinai un testimoni dels canvis d'aliances en les planes del sud. Vivien en poblats assentats a la vora del riu Angelina. El frare espanyol Fray Casañas va escriure sobre els nabiti en 1691. Els descriu com una de les nou tribus hasinai i que el seu territori es trobava entre el dels "Cacháe" (cacachau) i els "nasayaha" (nasoni). Avui els nabiti formen part de la Nació Caddo, amb seu a Binger, Oklahoma.